# Чемпионат мира по стрельбе 2002
48-й чемпионат мира по стрельбе прошёл в Лахти (Финляндия) со 2 июля по 16 июля 2002 года. Было разыграно 108 комплектов наград. Соревнования прошли в стрельбе из пистолета и винтовки, в стендовой стрельбе и стрельбе по подвижной мишени. Победителями в общекомандном зачёте стали спортсмены сборной России. Во время чемпионата были установлены 4 новых индивидуальных, 8 командных и 3 юниорских мировых рекордов.

## Общий медальный зачёт
(Жирным выделено самое большое количество медалей в своей категории; принимающая страна также выделена)
| Общее количество медалей |                     |        |         |        |       |
| Место                    | Страна              | Золото | Серебро | Бронза | Всего |
| 1                        | Россия              | 21     | 16      | 14     | 51    |
| 2                        | Китай               | 17     | 18      | 11     | 46    |
| 3                        | Германия            | 14     | 12      | 8      | 34    |
| 4                        | Чехия               | 9      | 6       | 6      | 21    |
| 5                        | США                 | 6      | 11      | 10     | 27    |
| 6                        | Венгрия             | 4      | 3       | 4      | 11    |
| 7                        | Швейцария           | 4      | 2       | 2      | 8     |
| 8                        | Норвегия            | 4      | 1       | 4      | 9     |
| 9                        | Дания               | 4      | 1       | 1      | 6     |
| 10                       | Украина             | 3      | 5       | 8      | 16    |
| 11                       | Республика Корея    | 3      | 4       | 3      | 10    |
| 12                       | Казахстан           | 3      | 3       | 2      | 8     |
| 12                       | Словакия            | 3      | 3       | 2      | 8     |
| 14                       | Италия              | 3      | 2       | 2      | 7     |
| 15                       | Польша              | 2      | 1       | 1      | 4     |
| 16                       | Финляндия           | 1      | 3       | 8      | 12    |
| 17                       | Беларусь            | 1      | 2       | 1      | 4     |
| 18                       | Франция             | 1      | 1       | 5      | 7     |
| 19                       | Словения            | 1      | 1       | 0      | 2     |
| 20                       | Австрия             | 1      | 0       | 2      | 3     |
| 20                       | Великобритания      | 1      | 0       | 2      | 3     |
| 22                       | Китайский Тайбэй    | 1      | 0       | 1      | 2     |
| 22                       | Кувейт              | 1      | 0       | 1      | 2     |
| 24                       | Ирландия            | 1      | 0       | 0      | 1     |
| 25                       | Швеция              | 0      | 3       | 3      | 6     |
| 26                       | Австралия           | 0      | 3       | 0      | 3     |
| 27                       | Израиль             | 0      | 1       | 1      | 2     |
| 27                       | Сербия и Черногория | 0      | 1       | 1      | 2     |
| 27                       | Турция              | 0      | 1       | 1      | 2     |
| 30                       | Азербайджан         | 0      | 1       | 0      | 1     |
| 30                       | Грузия              | 0      | 1       | 0      | 1     |
| 30                       | Испания             | 0      | 1       | 0      | 1     |
| 30                       | Литва               | 0      | 1       | 0      | 1     |
| 34                       | Индия               | 0      | 0       | 1      | 1     |
| 34                       | Кипр                | 0      | 0       | 1      | 1     |
| 34                       | Хорватия            | 0      | 0       | 1      | 1     |
| 34                       | Эстония             | 0      | 0       | 1      | 1     |
| Всего                    | Всего               | 109    | 108     | 108    | 325   |

## Медалисты

### Винтовка

#### Мужчины
| Дисциплина                          | Золото                                                               | Серебро                                                | Бронза                                                              |
| Винтовка с трёх позиций, 300 метров | Раймонд Дебевец Словения                                             | Эрик Аптаграффт США                                    | Томас Ерабек Чехия                                                  |
| Винтовка с трёх позиций, 300 метров | Чехия Томас Ерабек · Милан Мах · Любош Опелька                       | США Майкл Анти · Эрик Аптаграффт · Гленн Дабис         | Норвегия Магнус Волен · Торе Ларсен · Арильд Рэйсет                 |
| Винтовка лёжа, 300 метров           | Норберт Штарни Швейцария                                             | Томас Ерабек Чехия                                     | Михаэль Ларссон Швеция                                              |
| Винтовка лёжа, 300 метров           | Норвегия Вебьёрн Берг · Пер-Гуннар Бунд · Арильд Рэйсет              | США Эрик Аптаграффт · Гленн Дабис · Томас Тамаш        | Швеция Андерс Брандт · Йохан Густафссон · Михаэль Ларссон           |
| Стандартная винтовка, 300 метров    | Марсель Бюрже Швейцария                                              | Милан Мах Чехия                                        | Арильд Рэйсет Норвегия                                              |
| Стандартная винтовка, 300 метров    | Швейцария Даниэль Бургер · Марсель Бюрже · Норберт Штарни            | Чехия Милан Бакес · Милан Мах · Любош Опелька          | США Гленн Дабис · Джейсон Паркер · Томас Тамаш                      |
| Винтовка с трёх позиций, 50 метров  | Марсель Бюрже Швейцария                                              | Константин Приходченко Россия                          | Петер Шиди Венгрия                                                  |
| Винтовка с трёх позиций, 50 метров  | Россия Вячеслав Бочкарёв · Константин Приходченко · Артём Хаджибеков | США Майкл Анти · Гленн Дабис · Мэттью Эммонс           | Украина Артур Айвазян · Олег Михайлов · Юрий Сухоруков              |
| Винтовка лёжа, 50 метров            | Мэттью Эммонс США                                                    | Раймонд Дебевец Словения                               | Эспен Берг-Кнутсен Норвегия                                         |
| Винтовка лёжа, 50 метров            | Норвегия Вебьёрн Берг · Эспен Берг-Кнутсен · Харалд Стенвог          | Украина Артур Айвазян · Олег Михайлов · Юрий Сухоруков | Россия Сергей Коваленко · Константин Приходченко · Артём Хаджибеков |
| Пневматическая винтовка, 10 метров  | Джейсон Паркер США                                                   | Ли Цзе КНР                                             | Евгений Алейников Россия                                            |
| Пневматическая винтовка, 10 метров  | Россия Евгений Алейников · Константин Приходченко · Артём Хаджибеков | Китай Чжан Фу · Ли Цзе · Цай Ялинь                     | США Трой Бэссэм · Джейсон Паркер · Мэттью Эммонс                    |

#### Женщины
| Дисциплина                          | Золото                                                      | Серебро                                                       | Бронза                                                                |
| Винтовка с трёх позиций, 300 метров | Шарлотт Якобсен Дания                                       | Хелена Юппала Финляндия                                       | Карин Хансен Дания                                                    |
| Винтовка с трёх позиций, 300 метров | Дания Анни Биссоэ · Карин Хансен · Шарлотт Якобсен          | Швеция Берит Ольссон · Линда Харлинг · Мария Энквист          | Франция Лор Бертилье · Сесиль Бесси · Кристин Шуар                    |
| Винтовка лёжа, 300 метров           | Шарлотт Якобсен Дания                                       | Эстель Прети Швейцария                                        | Линди Хансен Норвегия                                                 |
| Винтовка лёжа, 300 метров           | Норвегия Биргит Роэннинген · Ханне Скарподде · Линди Хансен | Франция Лор Бертилье · Сесиль Бесси · Кристин Шуар            | Швеция Аннели Болин · Линда Харлинг · Мария Энквист                   |
| Винтовка с трёх позиций, 50 метров  | Петра Хорнебер Германия                                     | Наталья Калныш Украина                                        | Мартина Прекель Германия                                              |
| Винтовка с трёх позиций, 50 метров  | Украина Алёна Давыдова · Наталья Калныш · Леся Лескив       | Германия Мартина Прекель · Соня Пфайльшифтер · Петра Хорнебер | Россия Марина Бобкова · Любовь Галкина · Татьяна Голдобина            |
| Винтовка лёжа, 50 метров            | Ольга Довгун Казахстан                                      | Ван Сянь КНР                                                  | Наталья Калныш Украина                                                |
| Винтовка лёжа, 50 метров            | Финляндия Енни Ранта · Вийви Койву · Хелена Юппала          | Дания Анни Биссоэ · Пиа Якобсен · Шарлотт Якобсен             | Германия Бритта Гроссекаппенберг · Соня Пфайльшифтер · Петра Хорнебер |
| Пневматическая винтовка, 10 метров  | Катержина Куркова Чехия                                     | Ду Ли КНР                                                     | Соня Пфайльшифтер Германия                                            |
| Пневматическая винтовка, 10 метров  | Китай Ду Ли · Гао Цзин · Чжао Инхуэй                        | Республика Корея Ким Хюнми · Со Сунхва · Чхве Дэён            | Украина Наталья Калныш · Леся Лескив · Наталья Омельяненко            |

#### Юниоры
| Дисциплина                         | Золото                                                  | Серебро                                                           | Бронза                                               |
| Винтовка с трёх позиций, 50 метров | Денис Соколов Россия                                    | Дирк Лайвен Германия                                              | Лю Тянью КНР                                         |
| Винтовка с трёх позиций, 50 метров | Германия Андреас Вунш · Дирк Лайвен · Клаус Хильдебранд | Россия Алексей Каменский · Станислав Кузнецов · Денис Соколов     | Чехия Ян Брезина · Онджей Малинкий · Онджей Розсыпал |
| Винтовка лёжа, 50 метров           | Джозеф Хэйн США                                         | Кристиан Лейон Швеция                                             | Драган Маркович Сербия и Черногория                  |
| Винтовка лёжа, 50 метров           | Золтан Торок Венгрия                                    | Кристиан Лейон Швеция                                             | Драган Маркович Сербия и Черногория                  |
| Винтовка лёжа, 50 метров           | Германия Андреас Вунш · Дирк Лайвен · Клаус Хильдебранд | Россия Алексей Каменский · Станислав Кузнецов · Александр Соколов | США Мэтью Ролингс · Брэдли Уилдон · Джозеф Хэйн      |
| Пневматическая винтовка, 10 метров | Дирк Лайвен Германия                                    | Фэй Фань КНР                                                      | Райан Таноу Россия                                   |
| Пневматическая винтовка, 10 метров | Китай Ду Лэй · Лю Тянью · Фэй Фань                      | Германия Беньямин Бессерт · Дирк Лайвен · Бернхард Освальд        | США Алекс Калбертсон · Мэтью Ролингс · Райан Таноу   |

#### Юниорки
| Дисциплина                         | Золото                                                          | Серебро                                                      | Бронза                                                       |
| Винтовка с трёх позиций, 50 метров | Дороти Бауэр Германия                                           | Джейми Бейерле США                                           | Ван Чэньгуй КНР                                              |
| Винтовка с трёх позиций, 50 метров | Германия Дороти Бауэр · Эва Рёскен · Барбара Энгледер           | Словакия Мария Дулова · Даниэла Пешкова · Ивана Швецова      | Россия Анна Меланченко · Алёна Низкошапская · Татьяна Юшкова |
| Винтовка лёжа, 50 метров           | Даниэла Пешкова Словакия                                        | Дороти Бауэр Германия                                        | Раджкумари Ратхоре Индия                                     |
| Винтовка лёжа, 50 метров           | Словакия Мария Дулова · Даниэла Пешкова · Ивана Швецова         | Россия Анна Меланченко · Алёна Низкошапская · Татьяна Юшкова | США Джейми Бейерле · Андреа Грин · Рея Кемпли                |
| Пневматическая винтовка, 10 метров | Дороти Бауэр Германия                                           | Сунь Синь КНР                                                | Кристина Дайзер Австрия                                      |
| Пневматическая винтовка, 10 метров | Россия Анна Меланченко · Алёна Низкошапская · Татьяна Резенкова | Германия Дороти Бауэр · Клаудия Кек · Симона Шиллинг         | Израиль Литаль Баразани · Яэль Кан-Даган · Даниэль Рут       |

### Пистолет

#### Мужчины
| Дисциплина                           | Золото                                                       | Серебро                                                    | Бронза                                                  |
| Пистолет, 50 метров                  | Тань Цзунлянь КНР                                            | Мартин Тенк Чехия                                          | Владимир Гончаров Россия                                |
| Пистолет, 50 метров                  | Китай Ван Ифу · Дань Сю · Тань Цзунлянь                      | Россия Владимир Гончаров · Борис Кокорев · Михаил Неструев | Украина Олег Дронов · Виктор Макаров · Иван Рыбовалов   |
| Скорострельный пистолет, 25 метров   | Марко Шпангенберг Германия                                   | Ральф Шуман Германия                                       | Ник Марти Швейцария                                     |
| Скорострельный пистолет, 25 метров   | Германия Клаус-Дитер Шмидт · Марко Шпангенберг · Ральф Шуман | Китай Лю Гохой · Чжан Пенхой · Чжи Хайпинь                 | Украина Роман Бондарук · Тарас Магмет · Олег Ткачёв     |
| Пистолет центрального боя, 25 метров | Пак Пёнтхэк Республика Корея                                 | Михаил Неструев Россия                                     | Ли Санхак Республика Корея                              |
| Пистолет центрального боя, 25 метров | Республика Корея Пак Пёнтхэк · Ли Санхак · Ким Сонджун       | Норвегия Эрик Баэккеволл · Петтер Братли · Пол Хембре      | Украина Роман Бондарук · Александр Петрив · Олег Ткачёв |
| Стандартный пистолет, 25 метров      | Рене Вон Дания                                               | Александр Данилов Израиль                                  | Джованни Босси Австрия                                  |
| Стандартный пистолет, 25 метров      | Австрия Джованни Босси · Хайнц Кёльтрингер · Карл Павлис     | Республика Корея Пак Пёнтхэк · Ли Санхак · Сеон Хван Хонг  | Китай Лю Гохой · Юндэ Цзинь · Лю Ядонг                  |
| Пневматический пистолет, 10 метров   | Михаил Неструев Россия                                       | Андрия Златич Сербия и Черногория                          | Франк Дюмулен Франция                                   |
| Пневматический пистолет, 10 метров   | Россия Владимир Гончаров · Владимир Исаков · Михаил Неструев | Китай Ван Ифу · Ли Хуайю · Тань Цзунлянь                   | Украина Олег Дронов · Виктор Макаров · Иван Рыбовалов   |

#### Женщины
| Дисциплина                         | Золото                                                        | Серебро                                                       | Бронза                                                      |
| Пистолет, 25 метров                | Мунхбаяр Доржсурэн Германия                                   | Ирада Ашумова Азербайджан                                     | Чэнь Ин КНР                                                 |
| Пистолет, 25 метров                | Китай Ли Дуйхон · Чэнь Ин · Тао Луна                          | Россия Галина Орловская · Ирина Долгачёва · Светлана Смирнова | США Сандра Аптаграффт · Элизабет Кэллахан · Ребекка Снайдер |
| Пневматический пистолет, 10 метров | Елена Костевич Украина                                        | Нино Салуквадзе Грузия                                        | Ольга Кузнецова Россия                                      |
| Пневматический пистолет, 10 метров | Россия Ольга Кузнецова · Галина Орловская · Светлана Смирнова | Беларусь Юлия Алипова · Виктория Чайка · Людмила Чеботарь     | Китай Чэнь Ин · Тао Луна · Жэнь Цзе                         |

#### Юниоры
| Дисциплина                         | Золото                                                             | Серебро                                                            | Бронза                                                            |
| Пистолет, 50 метров                | Владимир Исаченко Казахстан                                        | Кристоф Шмид Швейцария                                             | Сердар Демирель Турция                                            |
| Пистолет, 50 метров                | Украина Сергей Журба · Сергей Кудря · Олег Омельчук                | Республика Корея Пак Джингу · Хан Сын У · Пак Чису                 | Швейцария Кристиан Рост · Мартин Флури · Кристоф Шмид             |
| Скоростной пистолет, 25 метров     | Мартин Берендт Германия                                            | Томас Мюллер Германия                                              | Мартин Подграский Чехия                                           |
| Скоростной пистолет, 25 метров     | Германия Мартин Берендт · Томас Мюллер · Тобиас Эссерт             | Россия Денис Кулаков · Станислав Неустроев · Анатолий Пасечник     | Франция Пьер Буза · Франк Кифер · Оливье Клер                     |
| Пистолет, 25 метров                | Денис Кулаков Россия                                               | Владимир Исаченко Казахстан                                        | Сергей Вохмянин Казахстан                                         |
| Пистолет, 25 метров                | Казахстан Александр Вохмянин · Сергей Вохмянин · Владимир Исаченко | Россия Денис Кулаков · Анатолий Пасечник · Антон Скорин            | Эстония Александр Корб · Арго Кург · Аймар Тишлер                 |
| Стандартный пистолет, 25 метров    | Денис Кулаков Россия                                               | Владимир Исаченко Казахстан                                        | Жюльен Дюфур Франция                                              |
| Стандартный пистолет, 25 метров    | Россия Денис Кулаков · Станислав Неустроев · Антон Скорин          | Казахстан Александр Вохмянин · Сергей Вохмянин · Владимир Исаченко | Франция Давид Вьо · Жюльен Дюфур · Франк Кифер                    |
| Пневматический пистолет, 10 метров | Денис Кулаков Россия                                               | Пак Чису Республика Корея                                          | Себастьян Роснер Германия                                         |
| Пневматический пистолет, 10 метров | Республика Корея Пак Джингу · Хан Сын У · Пак Чису                 | Россия Дмитрий Кокорев · Денис Кулаков · Артём Мингазов            | Германия Фредерик Дцирцон · Себастьян Роснер · Тобиас Штайнбергер |

#### Юниорки
| Дисциплина                         | Золото                               | Серебро                                                       | Бронза                                                           |
| Пистолет, 25 метров                | Фэй Фэнцзи КНР                       | Ван Жиу КНР                                                   | Пэк Сонмин Республика Корея                                      |
| Пистолет, 25 метров                | Китай Ван Жиу · Фэй Фэнцзи · Сунь Чи | Венгрия Эва Галлаи · Корнелия Такач · Жофия Чонка             | Германия Нина Рекер · Штефани Турман · Сандра Хорнунг            |
| Пневматический пистолет, 10 метров | Катажина Шиманская Польша            | Фэй Фэнцзи КНР                                                | Ван Жиу КНР                                                      |
| Пневматический пистолет, 10 метров | Китай Ван Жиу · Фэй Фэнцзи · Сунь Ци | Польша Агнешка Корейво · Каролина Хаброс · Катажина Шиманская | Россия Светлана Никифорова · Анастасия Полякова · Любовь Яскевич |

### Стендовая стрельба

#### Мужчины
| Дисциплина | Золото                                                           | Серебро                                             | Бронза                                                      |
| Трап       | Халед Альмудхаф Кувейт                                           | Майкл Даймонд Австралия                             | Джованни Пельелло Италия                                    |
| Трап       | Ирландия Дерек Бёрнетт · Филип Мёрфи · Дэвид Мэлоун              | Австралия Адам Велла · Майкл Даймонд · Расселл Марк | Финляндия Томми Анделин · Вилле Лайтинен · Петри Нуммела    |
| Дубль-трап | Даниэле ди Спиньо Италия                                         | Уолтон Эллер США                                    | Юнас Олькконен Финляндия                                    |
| Дубль-трап | Италия Эмануэле Бернаскони · Даниэле Ди Спиньо · Марко Инноченти | Китай Ли Бо · Ху Биньюань · Ли Шуаньчунь            | Кувейт Хамад Алафаси · Фехаид Аль-Дихани · Машфи Альмутаири |
| Скит       | Харальд Йенсен Норвегия                                          | Валерий Шомин Россия                                | Эннио Фалько Италия                                         |
| Скит       | Чехия Бронислав Бехинский · Леос Главачек · Ян Сыхра             | США Джеймс Грейвз · Шон Далоери · Дэвид Тредуэлл    | Россия Алексей Скоробогатов · Олег Тишин · Валерий Шомин    |

#### Женщины
| Дисциплина | Золото                                             | Серебро                                                     | Бронза                                               |
| Трап       | Елена Ткач Россия                                  | Дайна Гудзиневичюте Литва                                   | Ван Юйцзинь КНР                                      |
| Трап       | Россия Мария Волкова · Ирина Ларичева · Елена Ткач | Испания Мария Кинтаналь · Ванесса Леон · Ванеса Махуэло     | Китай Ма Хуэйкэ · Гао Э · Ван Юйцзинь                |
| Дубль-трап | Линь Ицзюнь Китайский Тайбэй                       | Ван Цзинлинь КНР                                            | Сон Хекён Республика Корея                           |
| Дубль-трап | Китай Дин Хунпин · Ван Цзинлинь · Чжан Яфэй        | США Тереза Девитт · Джоэтта Демент · Кимберли Роуд          | Китайский Тайбэй Линь Ицзюнь Вэнь Кайлу У Мэнъин     |
| Скит       | Диана Игай Венгрия                                 | Андреа Страновска Словакия                                  | Елена Литтл Великобритания                           |
| Скит       | Китай Чэнь Чжэньжу · Вэй Нин · Ши Хунъянь          | Россия Ерджаник Аветисян · Светлана Дёмина · Ольга Панарина | Венгрия Эржебет Вашвари · Ибойя Гоболош · Диана Игай |

#### Юниоры
| Дисциплина | Золото                                                 | Серебро                                                   | Бронза                                                  |
| Трап       | Эдвард Линг Великобритания                             | Огузхан Тюзюн Турция                                      | Джованни Черногорац Хорватия                            |
| Трап       | Италия Марко Бенедетти · Лука Ботто · Эрминио Фраска   | США Шелдон Бенге · Джеймс Крафт · Мэтью Уоллес            | Финляндия Туомас Миромяки · Микко Мухонен · Осмо Сетала |
| Дубль-трап | Адам Кёртис США                                        | Стефано Алес Италия                                       | Хуберт Олейник Польша                                   |
| Дубль-трап | США Адам Кёртис · Брайан Маршалл · Кевин Пэрротт       | Италия Стефано Алес · Марко Лупателли · Джузеппе Чьявалья | Великобритания Тим Гридли · Тим Нил · Сэм Уотен         |
| Скит       | Алеш Хутар Чехия                                       | Ральф Буххайм Германия                                    | Веса Лаутаматти Финляндия                               |
| Скит       | Германия Ральф Буххайм · Марк Кометер · Мориц Тюлльман | Финляндия Веса Лаутаматти · Лаури Лескинен · Теро Сопанен | Кипр Макис Георгиу · Константинос Кициос · Адамос Лука  |

#### Юниорки
| Дисциплина | Золото                                  | Серебро                                                      | Бронза                                                  |
| Трап       | Сунь Дунни КНР                          | Татьяна Барсук Россия                                        | Зузана Штефечкова Словакия                              |
| Дубль-трап | Дай Цивэнь КНР                          | Хуан Бэй КНР                                                 | Кирби Андерсон США                                      |
| Скит       | Ленка Бартекова Словакия                | Наталия Рахмэн Австралия                                     | Юлия Нефёдова Россия                                    |
| Скит       | США Хейли Данн · Лаура Колб · Ли Крозье | Словения Данка Бартекова · Любица Биликова · Ленка Бартекова | Россия Марина Беликова · Анна Гончарова · Юлия Нефёдова |

### Стрельба по подвижной мишени

#### Мужчины
| Дисциплина                            | Золото                                                   | Серебро                                                   | Бронза                                                    |
| Подвижная мишень, 50 метров           | Максим Степанов Россия                                   | Любош Рачанский Чехия                                     | Йожеф Шике Венгрия                                        |
| Подвижная мишень, 50 метров           | Россия Юрий Ермоленко · Игорь Колесов · Максим Степанов  | Чехия Мирослав Лизал · Любош Рачанский · Мирослав Янус    | Финляндия Паси Ведман · Веса Савиахде · Кристер Хольмберг |
| Смешанная подвижная мишень, 50 метров | Йожеф Шике Венгрия                                       | Эмиль Мартинссон Швеция                                   | Любомир Пелах Словакия                                    |
| Смешанная подвижная мишень, 50 метров | Чехия Мирослав Лизал · Любош Рачанский · Мирослав Янус   | Финляндия Паси Ведман · Веса Савиахде · Кристер Хольмберг | Россия Александр Блинов · Юрий Ермоленко · Дмитрий Лыкин  |
| Подвижная мишень, 10 метров           | Дмитрий Лыкин Россия                                     | Ян Лин КНР                                                | Адам Сатхофф США                                          |
| Подвижная мишень, 10 метров           | Германия Манфред Курцер · Марко Шульце · Михаэль Якозитц | Россия Александр Блинов · Игорь Колесов · Дмитрий Лыкин   | Китай Чжен Гуобин · Ян Лин · Ню Чжиюань                   |
| Смешанная подвижная мишень, 10 метров | Йожеф Шике Венгрия                                       | Михаэль Якозитц Германия                                  | Адам Сатхофф США                                          |
| Смешанная подвижная мишень, 10 метров | Россия Игорь Колесов · Дмитрий Лыкин · Максим Степанов   | Китай Чжен Гуобин · Ян Лин · Ню Чжиюань                   | Финляндия Паси Ведман · Теппо Коскуэ · Веса Савиахде      |

#### Женщины
| Дисциплина                            | Золото                              | Серебро                                                         | Бронза                                                          |
| Подвижная мишень, 10 метров           | Сюй Сюань КНР                       | Ван Ся КНР                                                      | Наталья Коваленко Казахстан                                     |
| Подвижная мишень, 10 метров           | Китай Цю Жики · Сюй Сюань · Ван Ся  | Украина Галина Авраменко · Анна Неустроева · Екатерина Самохина | Россия Анаит Гаспарян · Ирина Измалкова · Елена Кораблева       |
| Смешанная подвижная мишень, 10 метров | Одри Соке Франция                   | Цю Цжици КНР                                                    | Ван Ся КНР                                                      |
| Смешанная подвижная мишень, 10 метров | Китай Сюй Сюань · Ван Ся · Цю Цжици | Германия Сильке Абрамович · Джулия Кирр · Даниэла Фогельбахер   | Украина Галина Авраменко · Анна Неустроева · Екатерина Самохина |

#### Юниоры
| Дисциплина                            | Золото                                                 | Серебро                                                 | Бронза                                                 |
| Подвижная мишень, 50 метров           | Томаш Чакнакис Чехия                                   | Жолт Лачик Венгрия                                      | Юхани Ахо Финляндия                                    |
| Подвижная мишень, 50 метров           | Чехия Михал Болик · Бедрих Йонас · Томаш Чакнакис      | Россия Юрий Новожилов · Дмитрий Романов · Юрий Чилибиев | Германия Петер Виллерт · Эрик Либау · Мартин Ян        |
| Смешанная подвижная мишень, 50 метров | Лукаш Чапла Польша                                     | Жолт Лачик Венгрия                                      | Томаш Чакнакис Чехия                                   |
| Смешанная подвижная мишень, 50 метров | Чехия Михал Болик · Бедрих Йонас · Томаш Чакнакис      | США Уильям Вуд · Тревор Петерсон · Джон Рок             | Финляндия Юхани Ахо · Юхо Сатери · Вилле Хаюринен      |
| Подвижная мишень, 10 метров           | Гань Линь КНР                                          | Дмитрий Романов Россия                                  | Жолт Лачик Венгрия                                     |
| Подвижная мишень, 10 метров           | Россия Сергей Гулак · Юрий Новожилов · Дмитрий Романов | США Уильям Вуд · Дастин Леневе · Тревор Петерсон        | Чехия Михал Болик · Бедрих Йонас · Томаш Чакнакис      |
| Смешанная подвижная мишень, 10 метров | Дмитрий Романов Россия                                 | Гань Линь КНР                                           | Бедрих Йонас Чехия                                     |
| Смешанная подвижная мишень, 10 метров | Чехия Михал Болик · Бедрих Йонас · Томаш Чакнакис      | Германия Петер Виллерт · Эрик Либау · Мартин Ян         | Россия Сергей Гулак · Юрий Новожилов · Дмитрий Романов |

#### Юниорки
| Дисциплина                            | Золото                                                 | Серебро                                                        | Бронза                                                         |
| Подвижная мишень, 10 метров           | Ольга Маркова Белоруссия                               | Виктория Заболотная Украина                                    | Ма Линь КНР                                                    |
| Подвижная мишень, 10 метров           | Россия Анна Ильина · Юлия Эйдензон · Марина Ясловецкая | Беларусь Мария Бондаренко · Ольга Маркова · Анастасия Шитикова | Германия Катрин Вагнер · Анна Вайгель · Аня Шуман              |
| Смешанная подвижная мишень, 10 метров | Ма Линь КНР                                            | Дарья Лагоша Украина                                           | Юлия Эйдензон Россия                                           |
| Смешанная подвижная мишень, 10 метров | Россия Анна Ильина · Юлия Эйдензон · Марина Ясловецкая | Германия Катрин Вагнер · Анна Вайгель · Аня Шуман              | Беларусь Мария Бондаренко · Ольга Маркова · Анастасия Шитикова |